# Geranomyia subimmaculata
Geranomyia subimmaculata är en tvåvingeart som beskrevs av Alexander 1921. Geranomyia subimmaculata ingår i släktet Geranomyia och familjen småharkrankar. Inga underarter finns listade i Catalogue of Life.